# Мецтли (экзопланета)
Мецтли (также HD 104985 b) — экзопланета у звезды Тонатиу в созвездии Жирафа. Единственная известная планета в системе, была открыта в 2003 году методом Доплера.

## Характеристики
Планета вращается 200 дней по орбите с большой полуосью в 0,95 а. е., долготой перигелия в 203,5° и эксцентриситетом почти 0,1. При массе более чем в 8 раз превышающую массу Юпитера является газовым гигантом.

## Название
В 2015 году Международный астрономический союз провёл голосование, где выбирались названия для 14 звёзд и 31 экзопланеты вокруг них. Было решено переименовать HD 104985 b в «Мецтли» в честь ацтекской богини Луны. Её звезду, HD 104985, переименовали в «Тонатиу» в честь ацтекского бога Солнца.